# Erlbach (Markneukirchen)
Erlbach ist ein Ort im Vogtlandkreis. Zum 1. Januar 2014 erfolgte die Eingliederung der Gemeinde Erlbach/Vogtland mit ihren vier Ortsteilen in die Stadt Markneukirchen. Erlbach ist Teil des vogtländischen Musikwinkels.

## Geographie

### Lage

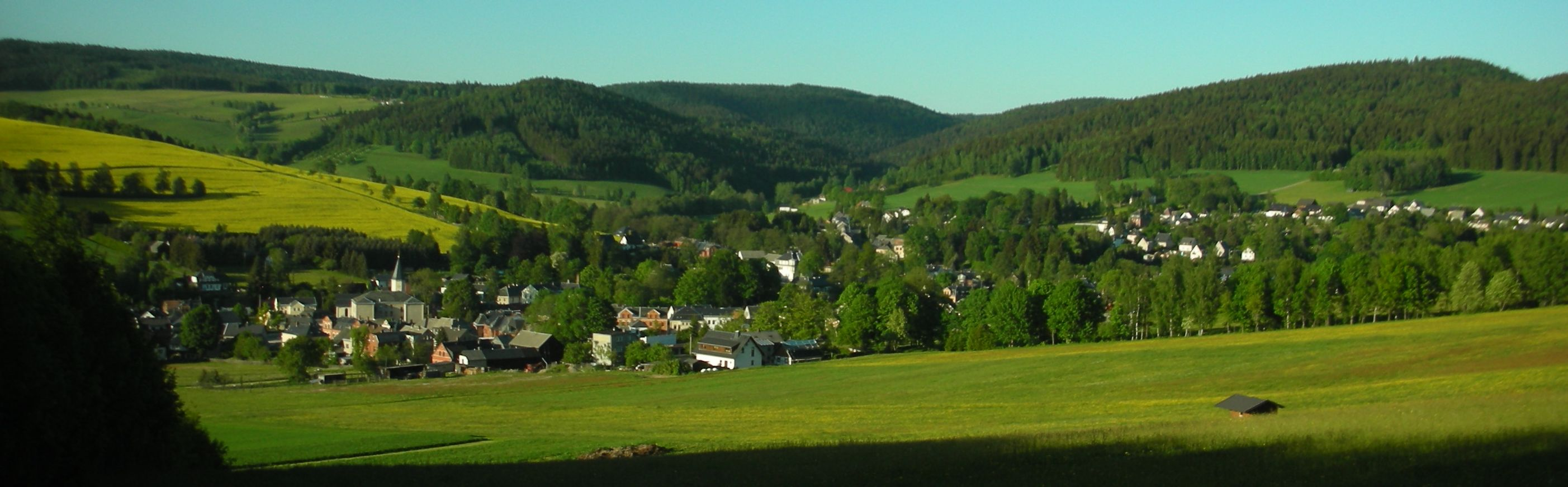
Blick ins Tal des Schwarzbaches Richtung Landesgemeinde

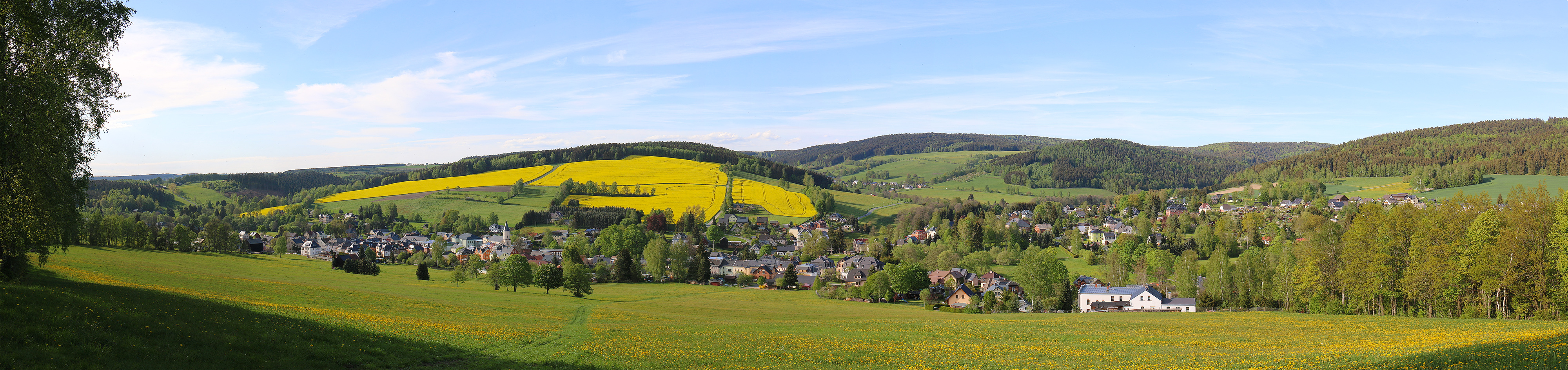
Panoramablick auf Erlbach/Vogtland

Erlbach ist Teil des Landschaftsschutzgebietes Oberes Vogtland und liegt im Gebiet des Naturparkes Erzgebirge/Vogtland, direkt an der Grenze zu Tschechien. Seine Mittelgebirgslandschaft ist auf der nördlichen Seite durch die Ausläufer des Erzgebirges und auf der südlichen Seite durch das Elstergebirge und den Schwarzbach geprägt. Der Ort zieht sich im Tal des Schwarzbaches und seinen Nebentälern von 515 m bis 560 m hinauf.
Die höchsten Berge um Erlbach sind der Hohe Brand (805 m) im Norden und dem östlich bereits auf tschechischem Gebiet gelegenen Počátecký vrch (deutsch Ursprungberg, 818 m). Der 773 Meter hohe Aussichtsfelsen Vysoký kámen (deutsch Hoher Stein) befindet sich südöstlich direkt hinter der Grenze, ebenfalls in Tschechien. Bei der naturräumlichen Gliederung endet mit dem Hohen Stein das Erzgebirge. Erlbach liegt im Süden des sächsischen Teils des historischen Vogtlands bzw. Oberen Vogtlands.

### Ortsgliederung
Zum Ortsteil Erlbach gehören der Gemeindeteil Kegel in der nordöstlichen Gemarkung an der „Klingenthaler Straße“ ⊙ und der Gemeindeteil Hetzschen in der südwestlichen Gemarkung.⊙
Die ehemaligen Ortsteile Landesgemeinde, Gopplasgrün, Eubabrunn und Wernitzgrün gelten heute wie Erlbach selbst als Ortsteile der Stadt Markneukirchen.

### Nachbarorte
| Wohlhausen, Friebus | Gopplasgrün                                 | Kegel, Landesgemeinde               |
| Markneukirchen      | Kompassrose, die auf Nachbargemeinden zeigt | Počátky (Ursprung)                  |
| Hetzschen           | Eubabrunn                                   | Kostelní (Kirchberg), Kámen (Stein) |

## Geschichte

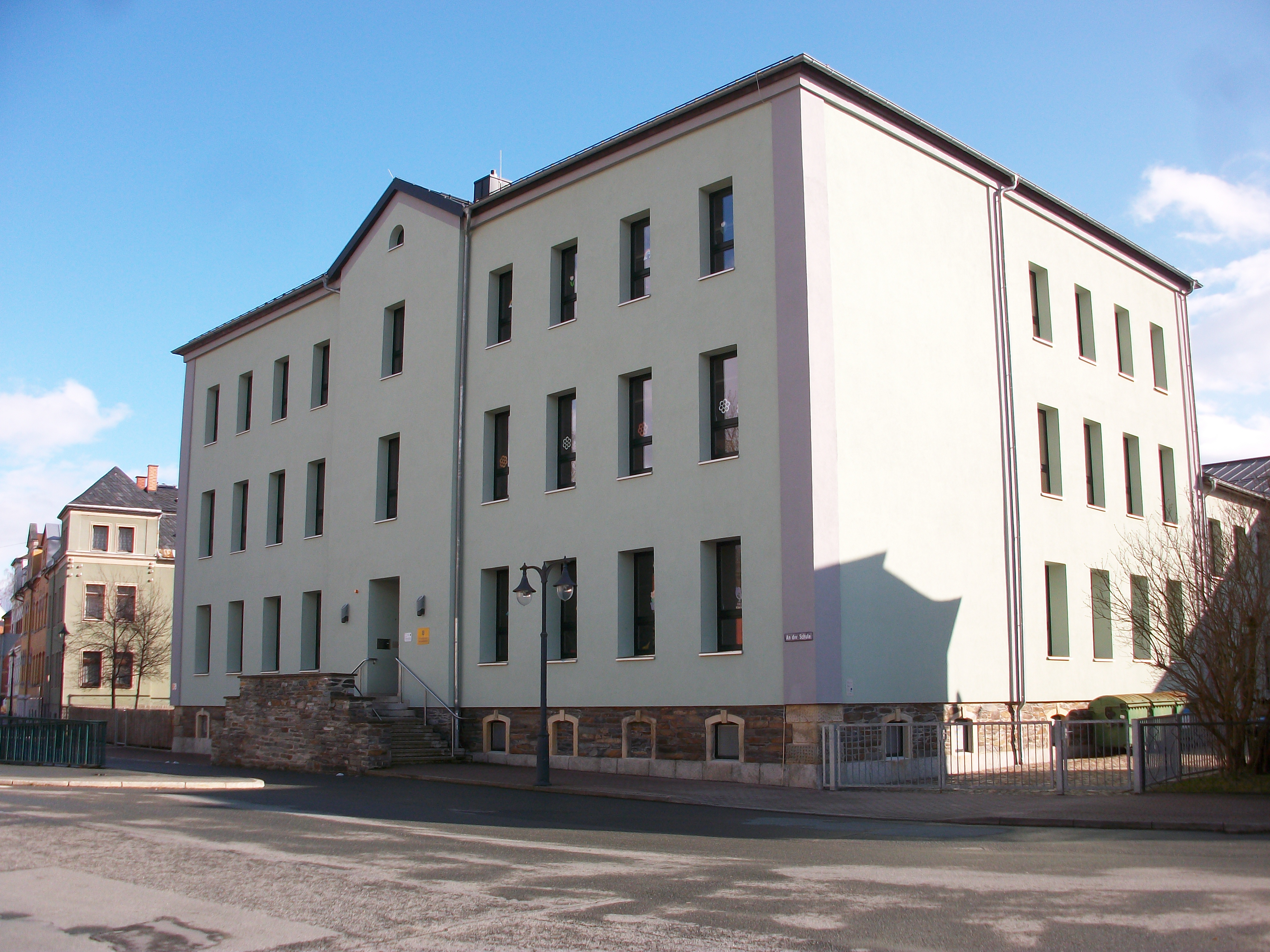
Grundschule Markneukirchen in Erlbach (Vogtl.)

Das Gebiet, in dem Erlbach liegt, wurde ab 1150 von Bauern aus der Oberpfalz als Waldhufendorf besiedelt, doch erst 1303 urkundlich erwähnt. 1378 wird es als „Erlebach“, das heißt „die Siedlung am erlenreichen Bach“ bezeichnet. Der 1303 in Erlbach erwähnte Herrensitz war um 1452 im Besitz der Familie von Toss, die in Erlbach bis 1804 als Rittergutsbesitzer grundherrliche Rechte ausübte. 1542 wurde der Besitz des Ritterguts Erlbach in einen oberen und einen unteren Teil aufgeteilt.
Aus dem Tal der Landesgemeinde wurde ab 1578 Holz über den Floßbach und den Schwarzbach in die Weiße Elster geflößt. Drei Jahre später wurde der Hintere Floßteich gebaut. Schon 1595 war die Hälfte des Landesgemeindewaldes verhauen und eine Forstordnung bestimmte die planvolle Wiederbestockung. Noch erhalten und am Vorderen Floßteich ausgestellt ist die Dole, der Durchlass. Bis das Holz in Leipzig und Halle ankam, dauerte es Jahre. Über das Wirtsgrundtal führte ein Handelsweg, in Urkunden als alte bömische Straße bezeichnet, nach Böhmen.
Im Dreißigjährigen Krieg hatte der Ort unter Brandschatzungen und der Pest zu leiden. Die Einwohnerzahl ging um ein Drittel zurück. Im 17. Jahrhundert siedelten sich böhmische Exulanten, die wegen der Gegenreformation ihre Heimat verlassen mussten in Erlbach an. Sie brachten die Anfänge des Musikinstrumentenbaues als Nebenerwerb zur Landwirtschaft in den Ort. Dieser erlebte am Ende des 19. und Anfang des 20. Jahrhunderts einen wirtschaftlichen Aufschwung. Vor allem der Bau von Holzblasinstrumenten, Zupf- und Streichinstrumenten und Bogenbau waren verbreitet. Das heutige Bild des Ortskernes, der einen eher kleinstädtischen als dörflichen Charakter trägt, entstand in dieser Zeit.

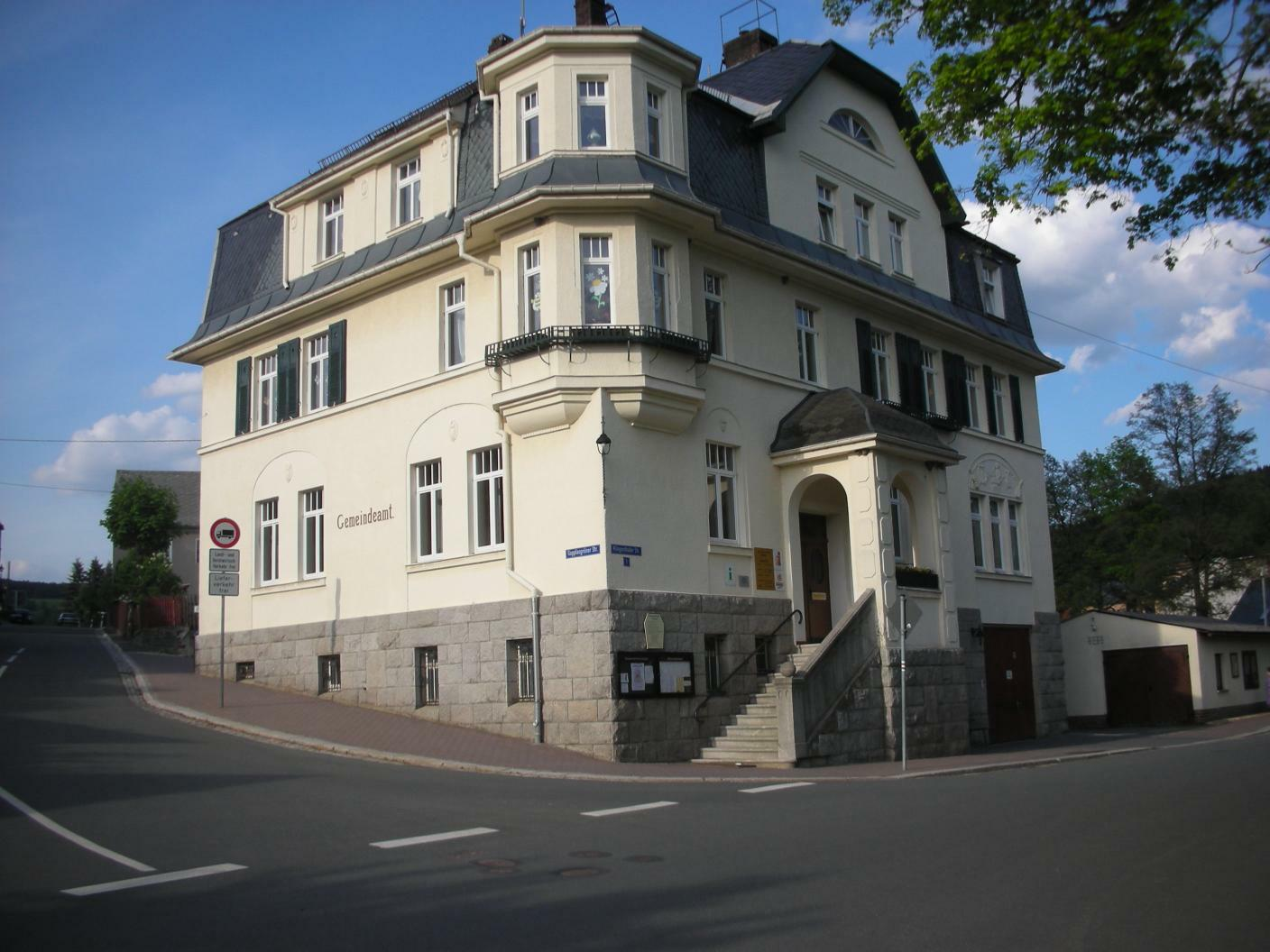
Ehemaliges Gemeindeamt in Erlbach

Der ehemalige Grundherr und Oberforstmeister Alexander Christian von Beulwitz ließ 1709 eine Papiermühle auf seinem Grundstück (Flurbuch Erlbach, Flurstück Nr. 27) errichten. 1711 erteilte der Herzog Moritz Wilhelm von Sachsen-Zeitz der Papiermühle ein Privileg für eine definierte Zahl von Orten im Amt Voigtsberg zum Sammeln und Aufkauf der erforderlichen Lumpen. Sie wurde in einer historischen Archivakte von 1717 als „Obere Erlbacher Mühle“ benannt.
In Erlbach fand am 25. Februar 1823 die letzte öffentliche Hinrichtung in Vogtland mit dem Schwert statt. Die Richtstätte befindet sich im Wald auf der „hoch Hoamat“ (hohe Heimat), welche seither Spornreuth genannt wird. Der Wald war zu dieser Zeit abgeholzt (Reuth) und so hatten die 20 000 Schaulustigen genügend Platz. Die Richtstätte wurde aufwendig gestaltet (Erdhügel, Holzgestell). Vor der Hinrichtung wurde der Berg als Holz hinter dem Berge bezeichnet. Der Christian Friedrich Sporn, geboren am 12. Oktober 1781, wurde wegen wiederholter Brandstiftung gerichtet.
Erlbach gehörte bis 1856 zum kursächsischen bzw. königlich-sächsischen Amt Voigtsberg, nach 1856 zum Gerichtsamt Markneukirchen und ab 1875 zur Amtshauptmannschaft Oelsnitz.
Mit der Bahnstrecke Siebenbrunn–Erlbach erhielt der Ort im Jahre 1911 einen Anschluss an das Eisenbahnnetz. Der Verkehr auf der Strecke wurde 1975 wieder eingestellt und die Gleise zurückgebaut. Im Ortsteil Gopplasgrün befand sich die Hirschleithenschanze. Diese war bei ihrer Weihe 1930 die größte Naturschanze im Vogtland. Heute erinnert nur noch eine Schneise und das Schanzenhäusl im Tal. Der Klingenthaler Walter Glass hatte dort am 16. März 1932 mit 51 Meter den bis dahin weitesten Sprung im Vogtland gestanden.
Durch die zweite Kreisreform in der DDR kam die Gemeinde Erlbach im Jahr 1952 zum Kreis Klingenthal im Bezirk Chemnitz (1953 in Bezirk Karl-Marx-Stadt umbenannt), der im Jahr 1990 als sächsischer Landkreis Klingenthal fortgeführt wurde und 1996 im Vogtlandkreis aufging. Am 1. Januar 2014 wurde die Gemeinde Erlbach mit ihren vier Ortsteilen in die Stadt Markneukirchen eingegliedert.
Die Entwicklung der Förderung des Fremdenverkehrs begann bereits 1917, als Erlbach zum Erholungsort ausgebaut wurde. 1936 wurde der Gemeinde der Titel „Fremdenverkehrsort“ und 1981 das Prädikat „Staatlich anerkannter Erholungsort“ verliehen, das heute nicht mehr gilt. Von 2011 bis 2022 trug Erlbach den Titel „staatlich anerkannter Kurort“ (Luftkurort).

### Eingemeindungen
Die bis dahin zu Zwota gehörige Ort Landesgemeinde wurde am 1. Januar 1908 eingegliedert. Eubabrunn und Gopplasgrün kamen am 1. Juni 1936 hinzu. Wernitzgrün folgte am 1. Januar 1999.
Am 1. Januar 2014 erfolgte die Eingliederung der Gemeinde Erlbach in die Stadt Markneukirchen.

### Einwohnerentwicklung

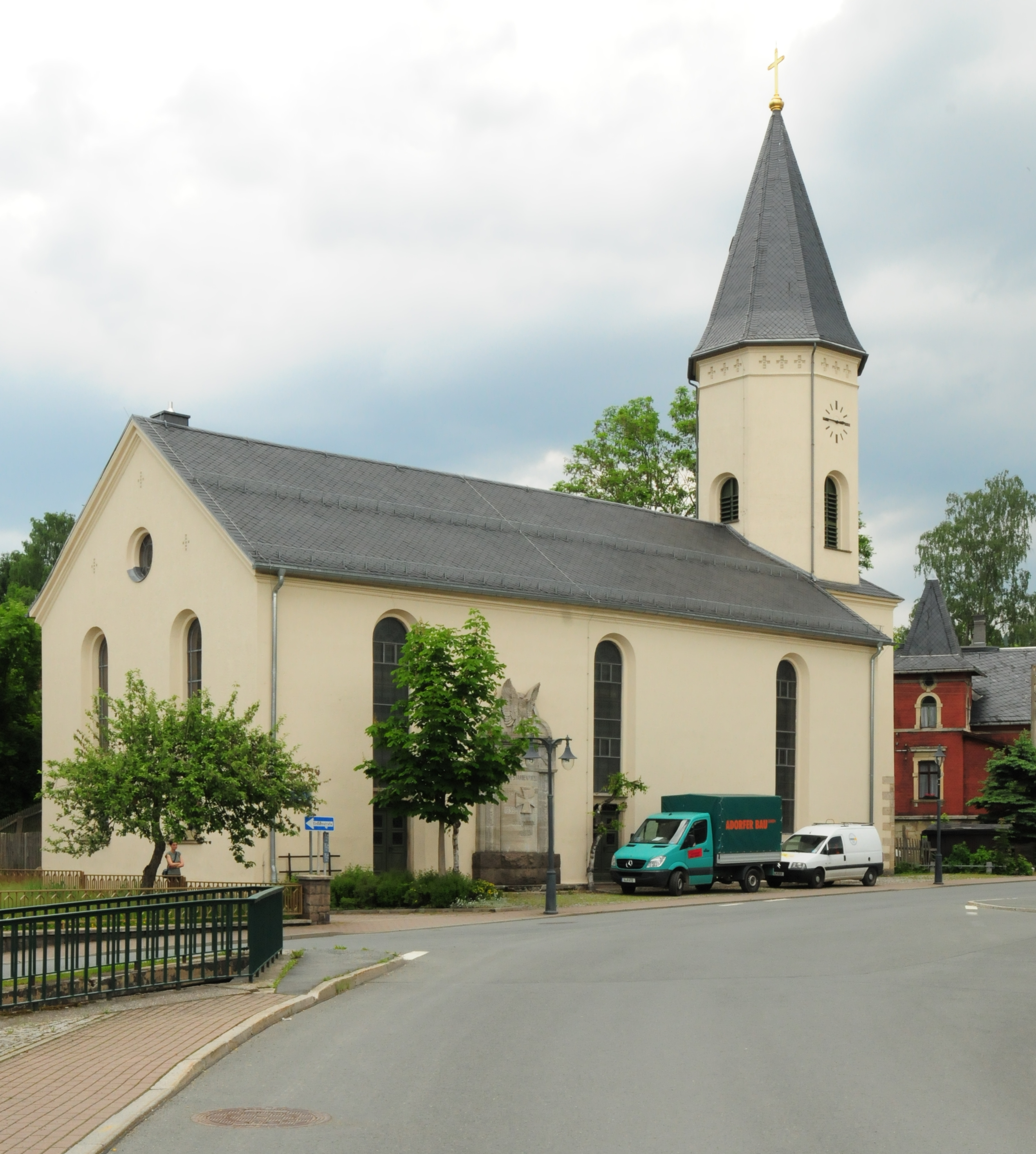
Die evangelische Kirche von 1863

Am 31. Dezember 2013 zählte die Gemeinde Erlbach 1680 Einwohner.

## Religionen
Die Bevölkerung ist mehrheitlich evangelisch. Im Ort wurde 1863 eine evangelische Kirche errichtet, die keinen Namen hat, und zu welcher eine eigene Pfarrei und ein Friedhof gehören. Im Nachbarort Markneukirchen befinden sich jedoch auch eine katholische Kirche und ein Zentrum der Zeugen Jehovas.

## Kultur und Sehenswürdigkeiten

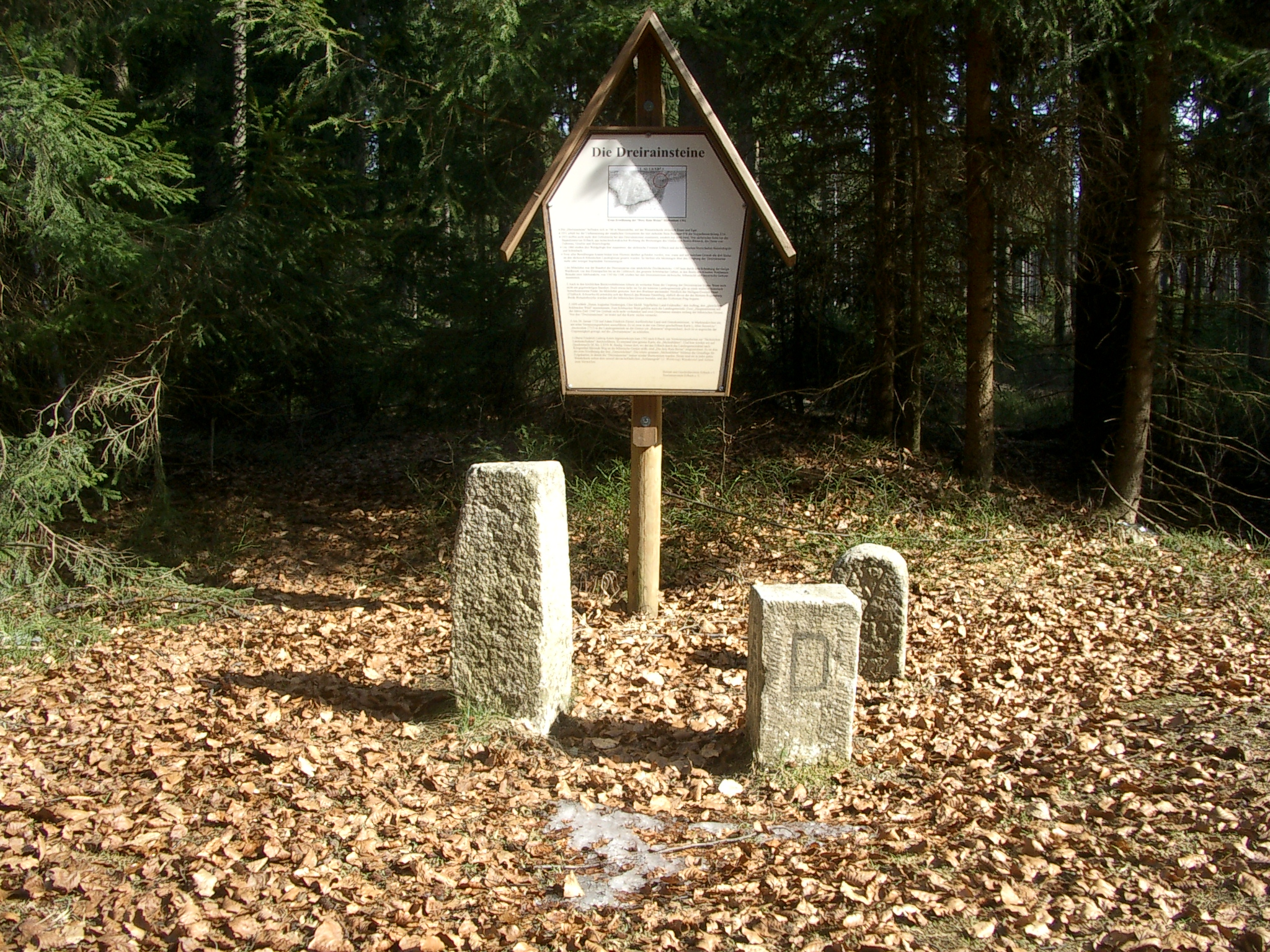
Dreirainsteine

Hinter der Grenze zu Tschechien befindet sich in etwa zwei Kilometer Entfernung der Aussichtsfelsen Hoher Stein.
Die Dreirainsteine (tschechisch tři šutry) sind drei nebeneinander stehende alte Markierungssteine an der heutigen Grenze zu Tschechien. Der genaue Grund, warum sie dort gesetzt wurden, kann nur vermutet werden. Wahrscheinlich kennzeichnen sie den früheren Grenzpunkt zwischen den Bistümern Regensburg, Naumburg-Zeitz und Prag, oder auch das von 1165 bis 1348 hier befindliche Dreiländereck zwischen Bayern, Böhmen und Sachsen.

### Museen

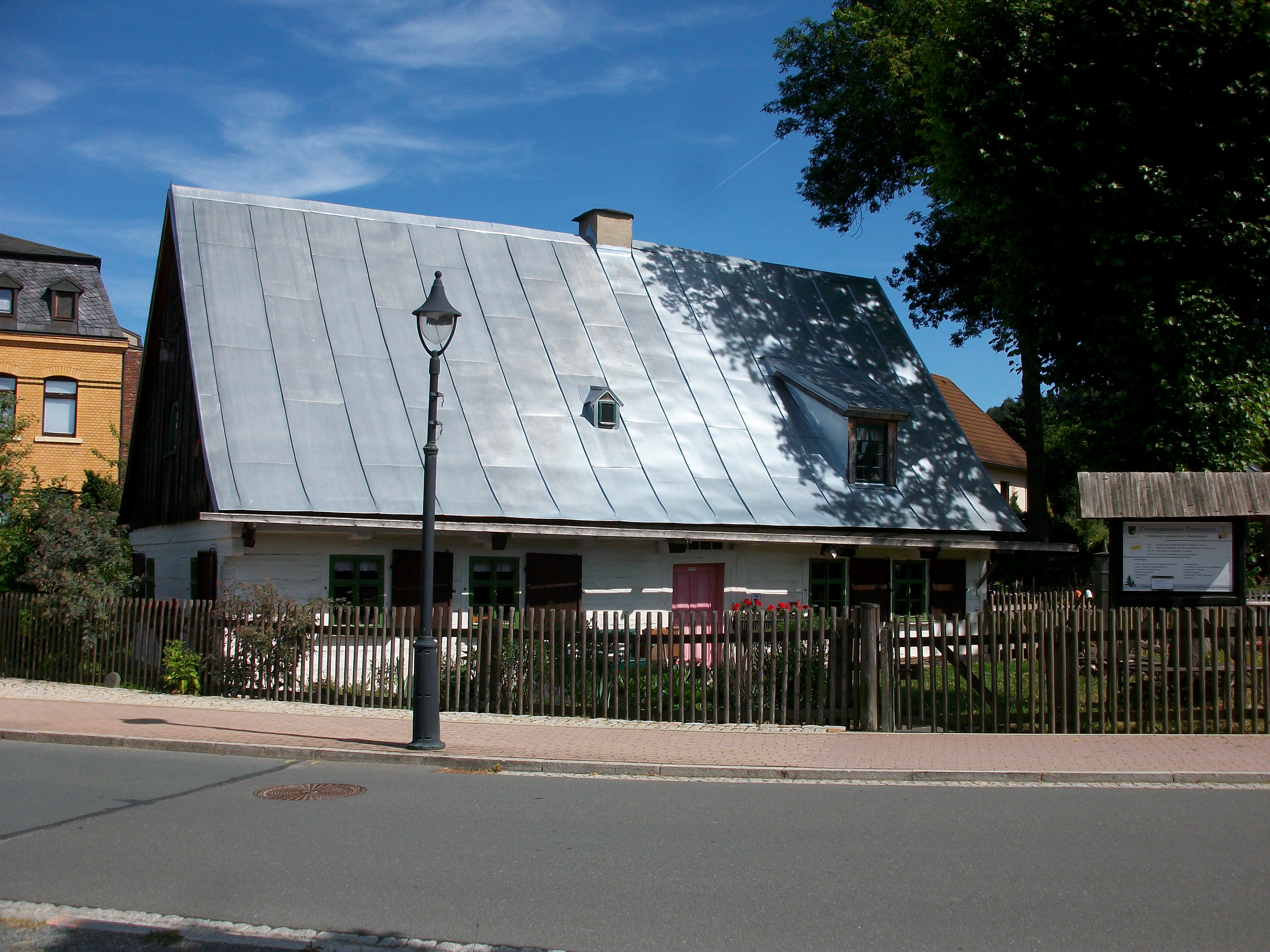
Erlbach (Vogtl), Obervogtländisches Dorfmuseum

- Obervogtländisches Dorfmuseum: Im 'Obervogtländischen Dorfmuseum' am Lindenplatz, einem Doppelstubenblockhaus aus dem Jahre 1726, wird die Geschichte des Ortes dokumentiert und das Musikinstrumentengewerbe dargestellt. In dem denkmalgeschützten Gebäude mit vogtländischer Volksarchitektur sind mehrere Stuben sowie der Dachstuhl im Originalzustand erhalten.[8]
- Vogtländisches Freilichtmuseum Eubabrunn: Das 'Vogtländische Freilichtmuseum Eubabrunn' zeigt auf einer Fläche von etwa 4 Hektar drei original eingerichtete vogtländische Bauernhöfe. Die insgesamt 18 Gebäude aus der Zeit um 1720 bis 1830 wurden aus verschiedenen Orten des Vogtlandes umgesetzt. Auf Feldern in der Umgebung der Gebäude werden Pflanzen aus historischem Saatgut angebaut.
- Kultur-Begegnungsstätte Riedelhof: Im Ortsteil Eubabrunn existiert eine Kultur-Begegnungsstätte im 'Riedelhof', einem 400 Jahre alten, zwischen 1999 und 2003 rekonstruiertem Gehöft.
- Erlbacher Brauhaus – Schaubrauerei[9]

### Regelmäßige Veranstaltungen
- Erlbacher Kirwe: Alljährlich findet im Oktober in der Gemeinde die Erlbacher Kirwe statt, im Jahr 2010 zum 300. Mal. Diese regionale Veranstaltung dauert vier Tage. Sie beginnt im Alten Schloß mit einem Schlachtfest. In einem Festzelt treten Livebands auf. Den Ausklang der Veranstaltung bildet Montags ein Frühschoppen im Alten Schloß.
- Erlbacher Bergwanderung: Seit 1979 findet jährlich im Mai die jetzt vom Bergwanderverein Erlbach/Vogtland e. V. organisierte Erlbacher Bergwanderung statt. Auf meist drei unterschiedlich langen und jährlich wechselnden Strecken wandern dabei oft mehr als eintausend Wanderer in der Umgebung des Ortes.

### Internationales Gitarrenfestival „Gitarre und Natur“
Der 1. Vogtländische Gitarre-Förderverein Erlbach e. V. veranstaltet seit 1993 jährlich das 'Internationale Gitarrenfestival „Gitarre und Natur“'. Das Festival trägt den Namen von Abel Carlevaro, einem weltberühmten Gitarristen und Komponisten aus Uruguay. Er war der Gründungsdirektor des im Rahmen des Festivals durchgeführten Kurses für Gitarrenlehrer und -studenten aus Ost- und Westeuropa. Nach Carlevaros Tod leitet heute sein Schüler Eduardo Fernández den Kurs.

### Vereinsleben
- Fußball: Ballspielclub Erlbach 1919 e. V., im Ortsteil Wernitzgrün Spielvereinigung Grün-Weiß Wernitzgrün e. V.
- Skisport: Wintersportverein Erlbach e. V.
- Kegeln: Kegelclub Erlbach 1990 e. V.
- Tischtennis: Tischtennisverein 1984 Erlbach e. V.
- Hobby-(Freizeit)fussball: FC Budenhocker 1996 e. V.
- Freizeit-Reitsport: Pferdedorf Erlbach e. V.
- Dart: Dartkeller Erlbach e. V.

## Wirtschaft und Infrastruktur
Weite Waldgebiete eignen sich zum Wintersport, zum Wandern und für Radtouren. 15 Klimaterrain-Kurwege sind beschildert. Die Wanderwege summieren sich auf 70 Kilometer. Durch die Höhenunterschiede zwischen Tal (520 m) und Bergen (bis 805 m) ergeben sich landschaftlich schöne Ausblicke. Mehrere regionale und überregionale Wander- und Radwanderwege verlaufen durch den Ort, zum Beispiel der Bergwanderweg Eisenach–Budapest, der Vogtland Panorama Weg und der Musikantenradweg.
Im Winter ist die 9 Kilometer lange Hohe-Brand-Loipe bis zum Ortsteil Landesgemeinde gespurt. Dort befindet sich auch ein Schlepplift mit Beleuchtung und Beschneiung am Hinteren Kegelberg.
Erlbach ist Teil des vogtländischen Musikwinkels. Mehr als dreißig Handwerksbetriebe sind mit der Herstellung von Musikinstrumenten direkt oder indirekt beschäftigt. Es werden Musiksaiten, Streichinstrumente und Bogen, Zupfinstrumente, Holz- und Blechblasinstrumente sowie Etuis gefertigt.
Außerdem spielt der Tourismus eine wichtige Rolle in der Wirtschaft des Ortes. In Hotels, Pensionen und Ferienwohnungen werden etwa 450 Gästebetten angeboten.

### Verkehr

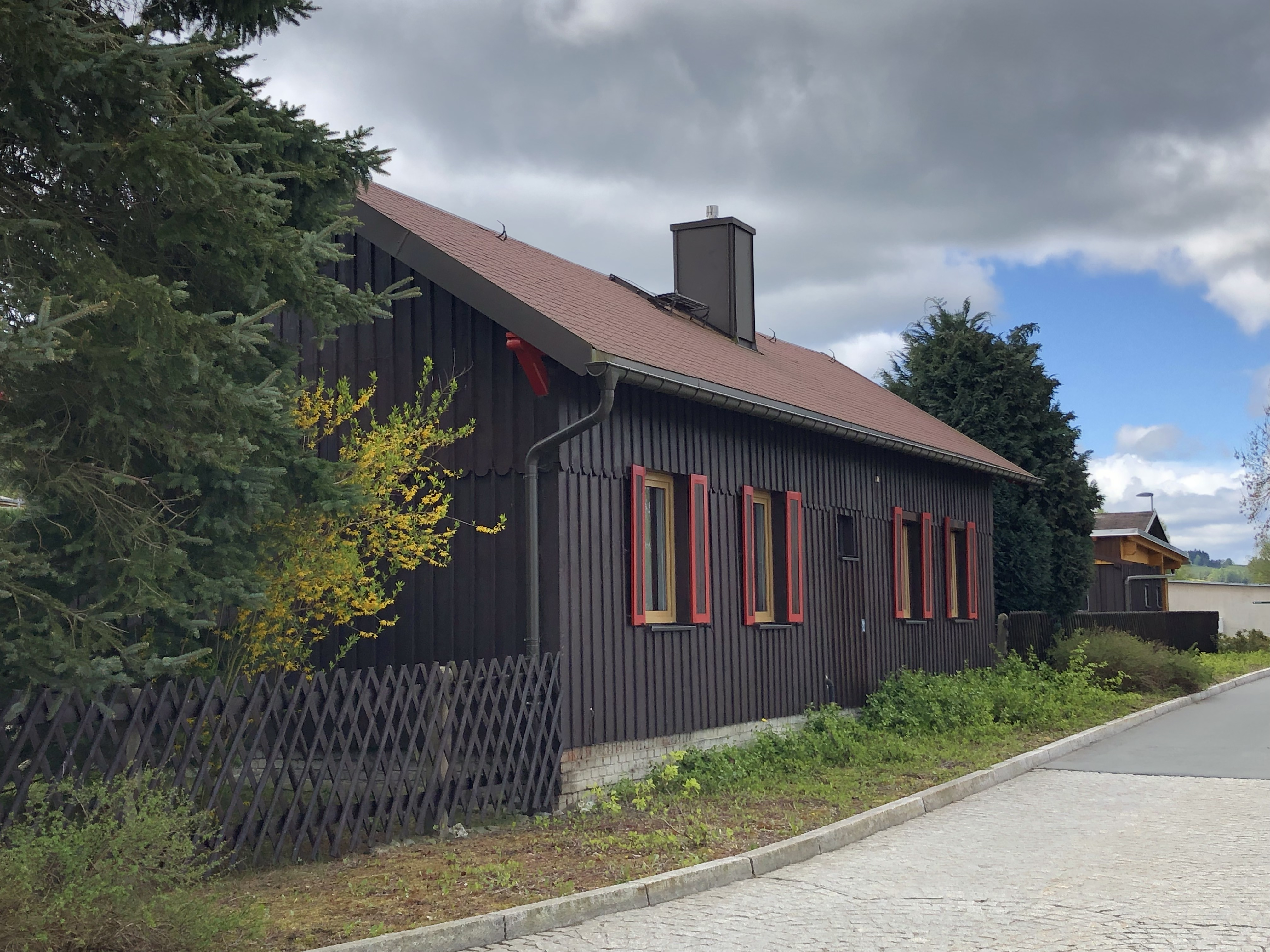
Ehemaliger Bahnhof Erlbach, Empfangsgebäude (2019)

Erlbach ist über die in etwa zwei Kilometer Entfernung durch das benachbarte Markneukirchen führende Bundesstraße 283 an das Fernstraßennetz angebunden. Im Ortsteil Wernitzgrün befindet sich ein Straßen-Grenzübergang zur Tschechischen Republik nach Luby (deutsch: Schönbach), der seit dem 1. August 2008 für PKW geöffnet ist.
Der Ort ist mit der StadtBus-Linie 31 des Verkehrsverbunds Vogtland im Stundentakt an Markneukirchen angebunden. Dort besteht Anschluss zur PlusBus-Linie 30 nach Adorf und Bad Elster.
Zwischen 1911 und 1975 war der Bahnhof Erlbach (Vogtl) Endpunkt der Bahnstrecke Siebenbrunn–Erlbach. Im 19. Jahrhundert gab es bereits Bemühungen, eine von Markneukirchen über Erlbach nach weiteren Zielen zu errichten. Ein Vorschlag von 1869 sah eine Streckenführung über Landesgemeinde in das Zwotatal vor. Ein anderes Gesuch, das sich von der Stadt Markneukirchen am 23. Dezember 1885 an die sächsische Regierung richtete, war mit einer Streckenführung bis zum böhmischen Schönbach (Luby) verbunden. Die Antragstellerin erneuerte ihr Interesse 1896 mit Begründungen; schließlich lehnte die Amtshauptmannschaft Oelsnitz im Mai 1908 das Vorhaben ab. Österreichische Regierungsstellen hielten an diesen Plänen weiterhin fest, die jedoch 1919 ihr Ende fanden.

## Persönlichkeiten

### Ehrenbürger
- Adolf Hitler. Die Verleihung der Ehrenbürgerschaft erfolgte am 16. Juni 1932 als eine der ersten im Vogtland.

### Söhne und Töchter
- Julius Weiske (1801–1877), Rechtswissenschaftler
- Arthur Bunde (* 1876), Landrat und Oberbürgermeister von Aschersleben
- Ekkehard Tietze (1914–1995), Kirchenmusiker
- Lothar Barth (1921–1979), Anästhesist
- Gotthard Graubner (1930–2013), Maler, Professor für Malerei an der Kunsthochschule Hamburg und der Kunstakademie Düsseldorf, Mitglied der Deutschen Akademie der Künste
- Jochen Stark (* 1943), Direktor des F.-A.-Finger-Instituts für Baustoffkunde in Weimar, Professor für allgemeine Baustoffkunde an der Bauhaus-Universität Weimar
- Claus Kreul (1944–2024), Fußballspieler und Trainer
- Marion Schäl (* 1955), Musikerin, Herausgeberin, Dirigentin, Librettistin und Lyrikerin

### Personen mit Beziehung zu Erlbach
- Rudolf Herold (* 1893 Rotschau bei Reichenbach; † 1982 in Erlbach), Musiklehrer und Komponist (165 Werke)